# Agustín de Azara y Mata
Agustín de Azara (Barbuñales, Huesca, 28 de agosto de 1801 - 12 de noviembre de 1861) fue un noble aragonés, III marqués de Nibbiano y Señor de Lizana, Genebreto, Stadera, Farsara, Sala, Albareto, Pinelo Ulterior y Guadarespe. Perteneció a una familia destacada en la nobleza aragonesa y fue propietario de extensas tierras y rentas tanto en Aragón como en Italia. Agustín de Azara también fue caballero de la Real y Distinguida Orden de Carlos III, una de las más altas distinciones en el Reino de España.  
Hijo y sucesor de Francisco Antonio de Azara, II marqués de Nibbiano, y sobrino de dos figuras de relevancia: el diplomático José Nicolás de Azara, I marqués de Nibbiano, y el naturalista Félix de Azara, cuyas observaciones de la fauna sudamericana influyeron en el desarrollo de las ideas de Charles Darwin.
Destacó por su labor cultural al editar y publicar las obras de sus tíos, contribuyendo a la preservación de su legado diplomático y científico.

## Origen y familia
Agustín de Azara fue el octavo hijo y único varón de Francisco Antonio Azara y Pereda y Leandra Mata y Rivas. Nació en Barbuñales en 1801. Los hermanos Azara y Perera se destacaron en múltiples campos:
- José Nicolás de Azara: Diplomático, crítico de arte (crítico de Winckelmann y Lessing), mecenas de Mengs, y primer marqués de Nibbiano.
- Eustaquio Azara: Obispo de Barcelona.
- Félix de Azara: Marino, colonizador del Río de la Plata y naturalista, influyente en la obra de Charles Darwin.
- Lorenzo Azara: Presidente del Cabildo de la Catedral de Huesca.
- Mateo Azara: Oidor de la Audiencia de Barcelona.[6]

Su tío, Félix de Azara contribuyó directamente a la educación de su sobrino con el que convivió en Barbuñales durante su retiro.Tras la muerte de su padre (2 de mayo de 1820), Agustín heredó el título de marqués de Nibbiano, el señorío de Lizana, el derecho de vecino privilegiado de Fraga y los bienes de su familia. Al año siguiente, también heredó los bienes de su tío Félix de Azara, quien le dejó como su universal heredero. Adquirió, por compra, el señorio de Guadarespe,

## Matrimonio y descendencia
El 9 de noviembre de 1822, Agustín de Azara contrajo matrimonio con María Dolores López Fernández de Heredia Azlor de Aragón, hija de Crisóstomo López Fernández de Heredia, conde de Bureta, y María de la Consolación de Azlor y Villavicencio, heroína de los Sitios de Zaragoza durante la Guerra de la Independencia. Residieron sucesivamente en Barbuñales, en Jaca, en Huesca y en Zaragoza. De este matrimonio nacieron ocho hijos: Mariano, Alberto, Francisco, Lorenzo, Ignacio, Nicolás, Luis y María Luisa.

## Vida pública y méritos
Agustín de Azara fue descrito por Basilio Sebastián Castellanos como una persona modesta, religiosa, honrada, amable y patriota. Rechazó varios honores que le ofrecieron, como el título de barón de Azara, aunque aceptó la Cruz de la Real Orden de Carlos III. En 1843 y 1844 fue propuesto como senador por las provincias de Huesca y Zaragoza, respectivamente, y en ambos casos trabajó activamente para no ser elegido.
A pesar de su rechazo a cargos políticos, Agustín de Azara desempeñó diversos cargos civiles y religiosos, entre los que destacan:
- Director de la Real Sociedad Aragonesa de Amigos del País.
- Vicepresidente de la Real Academia de Nobles Artes de San Luis.
- Presidente de la Diputación Arqueológica de Huesca.
- Presidente de la Comisión Provincial de Escuelas e Instrucción Primaria.
- Regidor de los ayuntamientos de Huesca (1826 y 1830) y Zaragoza (1844-1846).
- Tesorero de la Junta de Caridad de Huesca.[7]

Además, fue miembro de honor de diversas sociedades literarias y artísticas, tanto nacionales como extranjeras. En 1845, la reina Isabel II y su séquito, incluidas la infanta María Luisa Fernanda de Borbón y su madre María Cristina de Borbón, visitaron su casa en Zaragoza.

## Contribución editorial
Agustín de Azara es reconocido por su papel como editor de las obras de sus tíos. En 1847, publicó la Descripción e historia del Paraguay y del Río de la Plata y las Memorias póstumas sobre asuntos del Río de la Plata y del Paraguay de Félix de Azara, contribuyendo a la geografía y etnografía de América del Sur. En 1849, publicó las Memorias originales de José Nicolás de Azara.
Las ediciones de estas obras, dirigidas por Basilio Sebastián Castellanos, fueron distribuidas gratuitamente a bibliotecas y eruditos. Castellanos destacó el deseo de Agustín de honrar la memoria de sus tíos, como él mismo expresó en el Panteón de los Azaras: «Don Agustín, deseaba que las circunstancias le proporcionasen la para él deseada ocasión favorable de manifestar al mundo entero, que si a sus queridos tíos don José Nicolás y don Félix debe mucha parte de su fortuna, sabía corresponder a sus beneficios, honrando su memoria con dignidad y haciendo conocer mas y mas los gloriosos hechos que les inmortalizaron. A este fin nos comisionó ampliamente hace algún tiempo»
Así, también, lo expresa en La Corona científica, literaria, artística y política  consagrada a la memoria del señor José Nicolás de Azara y Perera:
«Después de haber publicado las obras y las vidas de los ilustres españoles DON JOSÉ NICOLÁS Y DON FELIX DE AZARA, que se han repartido y repartirán gratuitamente a todas las Bibliotecas principales, nacionales y extranjeras, por su ilustrado sucesor el SR. DON AGUSTIN DE AZARA, Marqués de Nibbiano, se ha impreso, en dos tomos en 4. mayor, la Corona Poético-musical, tejida en honor del primero... Las obras de los Azaras que hemos publicado son las siguientes: Descripción é historia del Paraguay y del Rio de la Plata, por D. Felix de Azara; por D. Basilio Sebastián Castellanos... 1847.- Memorias sobre el estado rural del Rio de la Plata en 1801; ... por D. Felix de Azara... por D. B. S. Castellanos... 1847.-Revoluciones de Roma, que causaron la destitucion del papa Pio VI como soberano temporal, y relacion de la política de España y sucesos de Francia posteriores a estos acontecimientos. Memorias originales del célebre diplomático D. José Nicolás de Azara, con notas por D. B. S. Castellanos... 1847.- Panteón biográfico moderno de los ilustres Azaras de Barbuñales en el reino de Aragón, escrito por D. B. S. Castellanos... 1848.-Historia de la vida civil y política del célebre diplomático y distinguido literato D. José Nicolás de Azara, escrita a la vista de documentos fehacientes, por D. B. S. Castellanos...1849 y 1850.- Biografía del doctor en Jurisprudencia Don Francisco Escudero y Azara, Consejero de instruccion pública, Catedrático de la Universidad Central y Diputado a Cortes, por D. B. S. Castellanos: Madrid, 1849. Biografia de D. Francisco Falces y Azara, doctor en Jurisprudencia y Diputado á Córtes: Madrid, 1849.- Glorias de Azara en el siglo XIX... Corona Poética y Musical consagrada al célebre diplomático D. José Nicolás de Azara: obra escrita en parte y dirigida en lo demás, por D. B. S.... 1852 y 1854...».

## Legado
Agustín de Azara no solo fue un notable noble aragonés, sino también un benefactor cultural comprometido con la difusión del legado de su familia. Su trabajo como editor contribuyó a inmortalizar las influyentes obras de sus tíos, particularmente en los campos de la diplomacia y la ciencia.